# Owczarowo (obwód Szumen)
Owczarowo (bułg. Овчарово) – wieś w północno-wschodniej Bułgarii, w obwodzie Szumen, w gminie Szumen. Według danych Narodowego Instytutu Statystycznego, 31 grudnia 2011 roku wieś liczyła 141 mieszkańców.